# 에안나툼

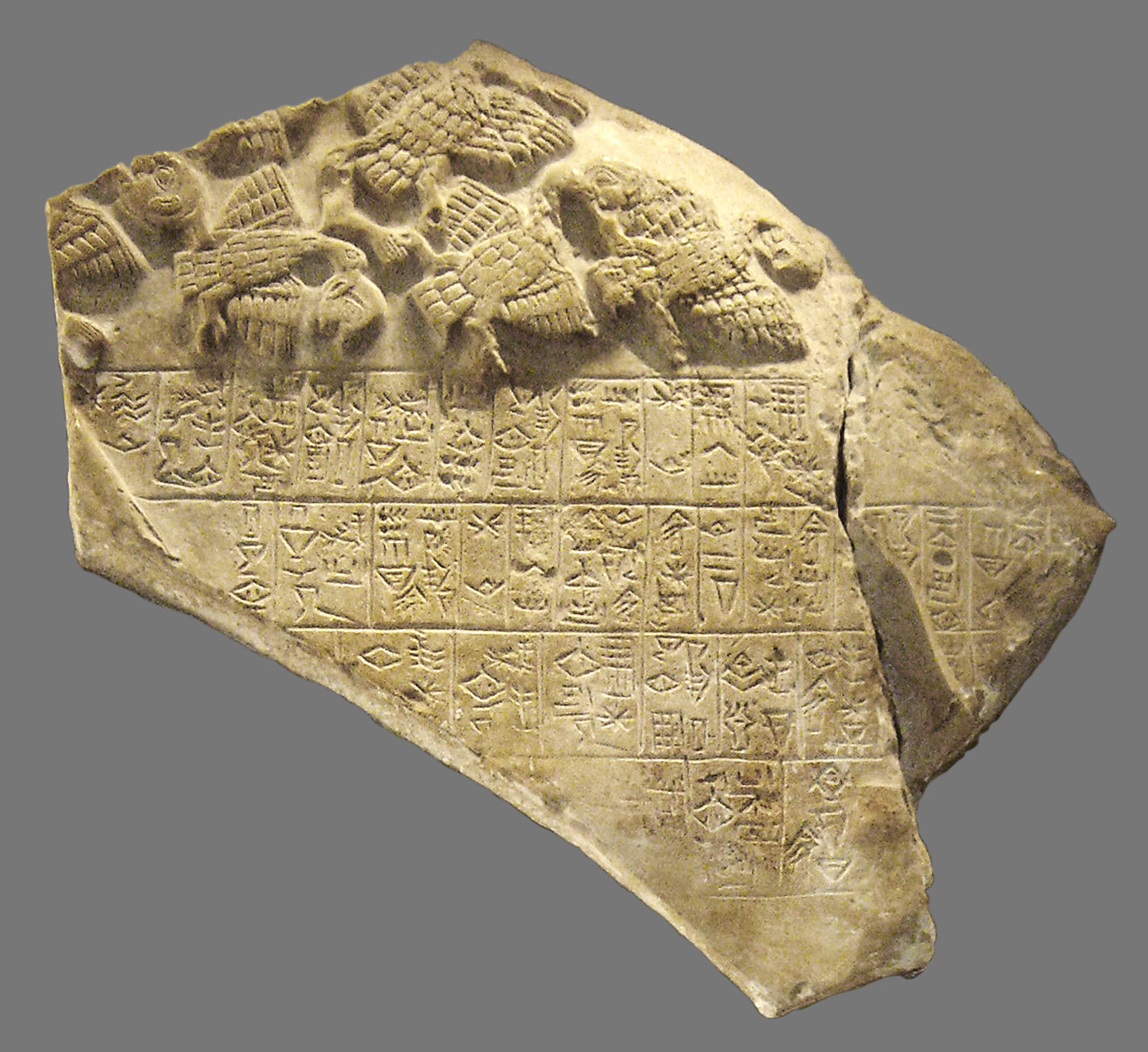
독수리 비석 조각

에안나툼은 수메르의 라가시 왕으로 역사적으로 검증 가능한 왕국 중 하나를 최초로 세웠다.

## 수메르의 정복자
에안나툼은 우르난쉐의 손자로 엔샤쿠샨나에 의해 조정되던 우르를 비롯한 니푸르, 악샤크, 라르사, 우루크를 포함한 수메르의 전부를 정복한 왕이었다. 그는 또 키시를 속국으로 만들었는데, 키시는 그의 사후에 독립을 다시 얻었다. 그는 움마를 조공국으로 하였는데, 그곳의 모든 이는 일정량의 곡식을 여신 니나와 신 인구리사의 보고에 바쳐야 하였다.

## 수메르 외의 정복
그는 페르시아만의 도시 아즈를 포함하여 엘람의 일부를 정복하였다. 그리고 마리에까지 조공을 요구하였다. 그러나 그의 제국은 자주 반란이 발생하였다.
에안나툼의 통치기간 동안에 많은 사원과 왕궁이 특히 라가시에 건설되었다. 도시 니나는 아마 니네베의 전신으로 재건되었는데, 많은 운하와 저수지가 발굴되었다.